# 3792 Preston
3792 Preston è un asteroide della fascia principale. Scoperto nel 1985, presenta un'orbita caratterizzata da un semiasse maggiore pari a 2,2918670 UA e da un'eccentricità di 0,2206418, inclinata di 23,68824° rispetto all'eclittica.